# Королёв, Олег Алексеевич
Олег Алексеевич Королёв — советский хозяйственный, государственный и политический деятель.

## Биография
Родился в 1938 году в Московской области. Член КПСС с 1967 года.
С 1955 года — на хозяйственной, общественной и политической работе. В 1955—1989 гг. — слесарь, помощник мастера, инженер-конструктор, заместитель главного технолога, заместитель секретаря, секретарь партийного комитета, главный инженер, директор московского станкостроительного завода «Красный пролетарий» им А. И. Ефремова, генеральный директор Московского станкостроительного производственного объединения «Красный пролетарий»,
секретарь Московского горкома КПСС.
Избирался депутатом Верховного Совета РСФСР 10-го и 11-го созывов.
Делегат XXVI и XXVII съезда КПСС.
Умер в Москве в 1989 году.